# Чемпионат Европы по фигурному катанию 1970
Чемпионат Европы по фигурному катанию 1970 года — соревнование по фигурному катанию за титул чемпиона Европы, которое проходило с 4 по 8 февраля 1970 года во Дворце спорта «Юбилейный» в Ленинграде, СССР. Чемпионат проводился в категориях мужское одиночное катание, женское одиночное фигурное катание, парное катание и в спортивных танцах на льду. У мужчин победил представитель Чехословакии Ондрей Непела, у женщин победила представительница ГДР Габриэле Зайферт, среди пар победу одержали представители СССР Ирина Роднина и Алексей Уланов, в танцах чемпионами Европы стали представители СССР Людмила Пахомова и Александр Горшков. Представители СССР впервые завоевали две золотые медали.
На торжественной церемонии открытия участников соревнований приветствовал председатель городского комитета по физической культуре и спорту И.Комаров, президент ИСУ Жак Фавар объявил чемпионат открытым.
Было подано около 3 миллионов заявок на билеты. Полный аншлаг (по 8500 зрителей) был не только на все вечерние соревнования в произвольных программах, но также и короткую программу пар, и даже и на обязательные фигуры женщин. Кроме того, тысячи билетов были проданы и на тренировки.

## Расписание
4 февраля
9:00 — женщины, 3 обязательные фигуры

19:00 — торжественное открытие чемпионата

20:00 — парное катание, обязательная программа

5 февраля
8:00 — женщины, 3 обязательные фигуры 

13:30 — спортивные танцы, три обязательных танца: звездный вальс, килиан, аргентинское танго 

19:00 — парное катание, произвольная программа, награждение победителей в парном катании 

6 февраля
9:00 — мужчины, 2 обязательные фигуры 

15:00 — показательные выступления победителей в парном катании, награждение победителей в женском одиночном катании 

7 февраля
9:00 — мужчины, 2 обязательное фигуры

15:00 — мужчины, 2 обязательное фигуры 

19:00 — спортивные танцы, произвольная программа, показательные выступления победителей в женском одиночном катании, награждение победителей в спортивных танцах

8 февраля
14:00 — мужчины, произвольная программа, показательные выступление победителей спортивных танцев, награждение победителей в мужском одиночном катании

## Результаты

### Мужчины
| Место | Имя               | Страна         |
| ----- | ----------------- | -------------- |
| 1     | Ондрей Непела     | Чехословакия   |
| 2     | Патрик Пера       | Франция        |
| 3     | Гюнтер Цёллер     | ГДР            |
| 4     | Сергей Четверухин | СССР           |
| 5     | Сергей Волков     | СССР           |
| 6     | Хейг Унджян       | Великобритания |
| 7     | Юрий Овчинников   | СССР           |
| 8     | Гюнтер Андерль    | Австрия        |
| 9     | Ян Хоффман        | ГДР            |
| 10    | Даниэль Хёнер     | Швейцария      |
| 11    | Жак Мрозек        | Франция        |
| 12    | Джон Карри        | Великобритания |
| 13    | Ральф Рихтер      | ГДР            |
| 14    | Клаус Гриммельт   | ФРГ            |
| 15    | Зденек Паздирек   | Чехословакия   |
| 16    | Йозеф Зидек       | Чехословакия   |
| 17    | Ласло Вайда       | Венгрия        |
| 18    | Стефано Баргауан  | Италия         |
| 19    | Дидье Галагье     | Франция        |
| 20    | Томас Каллеруд    | Швеция         |
| 21    | Пётр Рошко        | Польша         |
| 22    | Георге Фазекас    | Румыния        |
| 23    | Зоран Матас       | Югославия      |

### Женщины
| Место | Имя                | Страна         |
| ----- | ------------------ | -------------- |
| 1     | Габриэле Зайферт   | ГДР            |
| 2     | Беатрис Шуба       | Австрия        |
| 3     | Жужа Альмаши       | Венгрия        |
| 4     | Рита Трапанезе     | Италия         |
| 5     | Элизабет Нестлер   | Австрия        |
| 6     | Патриция Энн Додд  | Великобритания |
| 7     | Елена Александрова | СССР           |
| 8     | Людмила Безакова   | Чехословакия   |
| 9     | Соня Моргенштерн   | ГДР            |
| 10    | Айлен Цилльмер     | ФРГ            |
| 11    | Шарлотта Вальтер   | Швейцария      |
| 12    | Алла Корнева       | СССР           |
| 13    | Френсис Вогхорн    | Великобритания |
| 14    | Лиана Драгова      | Чехословакия   |
| 15    | Симоне Грефе       | ГДР            |
| 16    | Чинциа Фрозио      | Италия         |
| 17    | Лиа Дус            | Нидерланды     |
| 18    | Марион фон Цетто   | ФРГ            |
| 19    | София Вагнер       | Венгрия        |
| 20    | Мирослава Новак    | Польша         |
| 21    | Анита Юхансон      | Швеция         |
| 22    | Бятриче Хустию     | Румыния        |
| WD    | Joëlle Cartaux     | Франция        |

- * WD = Снялась с соревнования

### Пары
| Место | Имя                                      | Страна       |
| ----- | ---------------------------------------- | ------------ |
| 1     | Ирина Роднина / Алексей Уланов           | СССР         |
| 2     | Людмила Смирнова / Андрей Сурайкин       | СССР         |
| 3     | Хайдемари Штайнер / Хайнц-Ульрих Вальтер | ГДР          |
| 4     | Галина Карелина / Георгий Проскурин      | СССР         |
| 5     | Альмут Леман / Герберт Визингер          | ФРГ          |
| 6     | Аннете Канзи / Аксель Зальцман           | ГДР          |
| 7     | Мануэла Грос / Уве Кагельман             | ГДР          |
| 8     | Брунхильде Баслер / Эберхард Рауш        | ФРГ          |
| 9     | Янина Поремска / Пётр Счипа              | Польша       |
| 10    | Дана Фиалова / Йозеф Тума                | Чехословакия |
| 11    | Моника Сабо / Пьер Сабо                  | Швейцария    |
| 12    | Гражина Османска / Адам Бродецки         | Польша       |
| 13    | Эвелин Шарф / Вильгельм Битак            | Австрия      |
| 14    | Карин Кюнцле / Кристиан Кюнцле           | Швейцария    |
| 15    | Эва Фаркаш / Тамаш Корпаш                | Венгрия      |

### Танцы
| Место | Имя                                  | Страна         |
| ----- | ------------------------------------ | -------------- |
| 1     | Людмила Пахомова / Александр Горшков | СССР           |
| 2     | Ангелика Бук / Эрих Бук              | ФРГ            |
| 3     | Татьяна Войтюк / Вячеслав Жигалин    | СССР           |
| 4     | Анне Розе Байер / Эберхард Рюгер     | ФРГ            |
| 5     | Сюзан Гетти / Рой Брэдшоу            | Великобритания |
| 6     | Елена Жаркова / Геннадий Карпоносов  | СССР           |
| 7     | Хилари Грин / Глин Уоттс             | Великобритания |
| 8     | Илона Берец / Иштван Шугар           | Венгрия        |
| 9     | Тереза Вейна / Пётр Боянчик          | Польша         |
| 10    | Элизабет Бюжиэль / Мишель Буттье     | Франция        |
| 11    | Матильде Чичча / Ламберто Чесерани   | Италия         |
| 12    | Астрид Kopp / Аксель Kopp            | ФРГ            |
| 13    | Кристина Регёци / Андраш Шаллаи      | Венгрия        |
| 14    | Светлана Мариновова / Милош Бурсик   | Чехословакия   |
| 15    | Ева Скленска / Ян Гресек             | Чехословакия   |
| 16    | Татиана Гроссен / Алессандро Гроссен | Швейцария      |